# Ancistrus damasceni
Az Ancistrus damasceni a sugarasúszójú halak (Actinopterygii) osztályának harcsaalakúak (Siluriformes) rendjébe, ezen belül a tepsifejűharcsa-félék (Loricariidae) családjába tartozó faj.

## Előfordulása
Az Ancistrus damasceni Dél-Amerikában fordul elő. A brazíliai Parnaíba-folyómedence felső szakaszának az egyik endemikus hala.

## Megjelenése
Ez az algaevő harcsafaj legfeljebb 6,5 centiméter hosszú.

## Életmódja
A trópusi édesvizeket kedveli. A víz fenekén él és keresi a táplálékát.